# Riccardo Cocciante
Riccardo Cocciante (Saigón –actual Ciudad Ho Chi Minh–, Indochina francesa –actual Vietnam–; 20 de febrero de 1946) es un cantautor italo-francés. 

## Carrera
Hijo de madre francesa y padre italiano, se trasladó a los 12 años de edad con su familia a Roma y es allí donde se formó artísticamente, pero manteniendo su doble nacionalidad italiana y francesa. Ha vivido durante largas temporadas en Estados Unidos y Francia.
El primer álbum discográfico exitoso fue lanzado con el nombre de Ánima en 1974, y alcanza éxito la canción «Bella senz'anima» (Bella sin alma).
En 1991 ganó el Festival de San Remo con Se stiamo insieme. Ha grabado varios duetos: Entre ellos, destacan Mina Mazzini y la cantante española Mónica Naranjo, con la que grabó en 1995 la canción Sobre tu piel.
Es autor del musical Notre Dame de París, que está basado en la famosa novela de Víctor Hugo del mismo nombre,. Este musical ha sido adaptado en países como Rusia, España, Francia y otros, logrando una gran aceptación. Una de las canciones de este musical, Vivir, compuesta por Cocciante, tuvo una versión en inglés cantada por Céline Dion (Live for the one I love) e incluida en su disco All the Way... A Decade of Song.
Es autor de los musicales "The Little Prince" y "Romeo e Giulietta".
En 2013 fue uno de los cuatro "entrenadores" de la edición italiana de The Voice.
En tanto a su carrera musical, su canción «Bella sin alma», uno de sus icónicos temas, fue versionada por varios intérpretes de varios países, dentro de estas versiones, las más destacadas fueron las de los españoles Sergio Dalma y Junco, la del puertorriqueño Wilkins, la versión en salsa del puertorriqueño-estadounidense Víctor Manuelle; y finalmente, la del chileno Gabriel Cañas, esta última fue viralizada en su cuenta oficial de Instagram.
La canción “Era già tutto previsto”, del LP “L’alba” (1975) forma parte de la banda sonora de la película “Parthenope” de Paolo Sorrentino.

## Vida personal

### Relaciones
Riccardo Cocciante se casó en 1983 con Catherine Boutet, exfuncionaria de una discográfica parisina, que le siguió en su carrera y con la que, en septiembre de 1990, tuvo su hijo David. Además de Italia, Cocciante vivió durante mucho tiempo en Estados Unidos y Francia; más recientemente en Dublín, Irlanda.

### Condena por fraude fiscal
El 14 de noviembre de 2007 fue condenado definitivamente a tres años de prisión con libertad condicional por el Tribunal de Casación francés por fraude fiscal; la sentencia se refiere a la evasión del impuesto a la renta del año 2000.

## Discografía

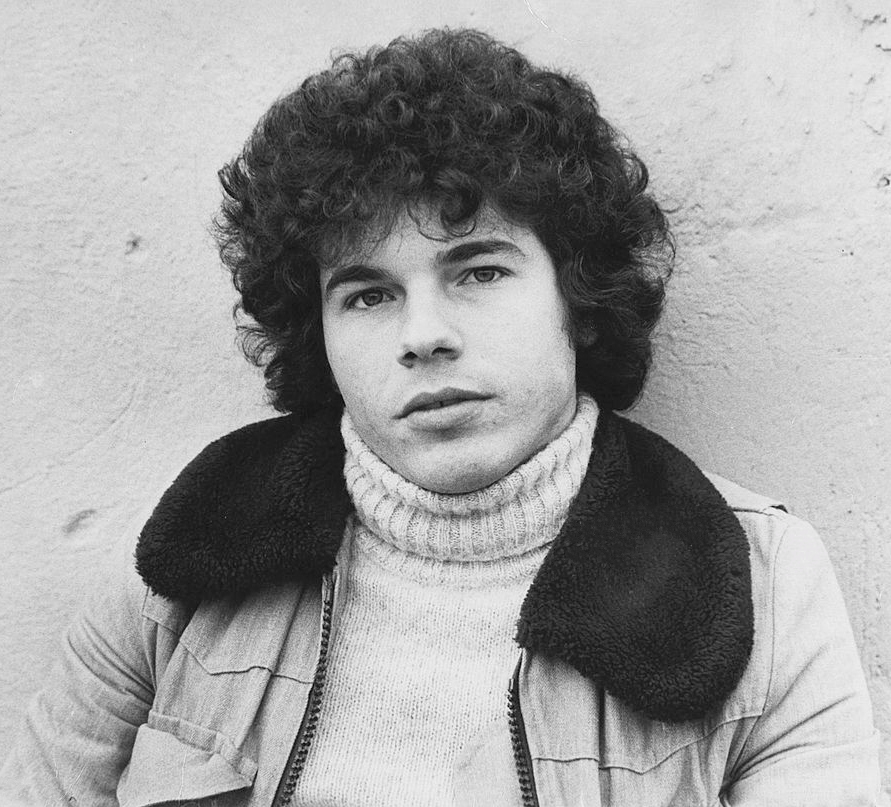
Riccardo Cocciante en 1975

### En italiano
Se hace esta precisión, pues su discografía es muy amplia.
- Mu (1972)
- Poesía (1973)
- Ánima (1974)
- L'alba (1975)
- Concerto per Margherita (1976)
- Riccardo Cocciante (1978)
- ...E io canto (1979)
- Cervo a primavera (1980)
- Q concert (1981)
- Cocciante (1982)
- Sincerità (1983)
- Il mare dei papaveri (1985)o
- Quando si vuole bene (1986)
- La grande avventura (1988)
- Viva! (1988)
- Se stiamo insieme (1991)
- Eventi e mutamenti (1993)
- Il mio nome é Riccardo (1994)
- Un uomo felice (1994)
- Innamorato (1997)
- Istantánea (1998)
- Notre-Dame de Paris (2001)
- Notre-dame de Paris (en vivo Arena di Verona) (2002)

### En español
- Aquí (1974)
- El alba (1975)
- Concierto para Margarita (1977)
- Richard Cocciante (1978)
- Yo canto (1979)
- Al calor de tus ojos (1981)
- Sinceridad (1983)
- Cuestión de feeling (1986)
- Por un amigo más (1991)
- Éxitos (1992)
- Inventos y experimentos (1994)
- De colección (1994)
- Un hombre feliz (1995)
- Notre dame de Paris (2002)
- Éxitos en vivo (2003)
- Songs (2005)

## Libros
- Asinari, Pierguido: Riccardo Cocciante. 1971-2007. Dalla forma canzone al melodramma. Roma: Editori Riuniti, 2007.